# Latrecey-Ormoy-sur-Aube
Latrecey-Ormoy-sur-Aube è un comune francese di 351 abitanti situato nel dipartimento dell'Alta Marna nella regione del Grand Est.

## Società

### Evoluzione demografica
Abitanti censiti